# East Japan Railway Company
East Japan Railway Company (jap. 東日本旅客鉄道株式会社 Higashi-Nihon Ryokaku Tetsudō Kabushiki-gaisha) jest największym przewoźnikiem pasażerskim na świecie, wchodzi w skład grupy JR. Znana są również pod nazwą JR East (jap. JR東日本 Jeiāru Higashi-Nihon).

## Historia
Spółka JR East została utworzona po wyodrębnieniu z Japońskich Kolei Państwowych. Jednak była to tylko formalna prywatyzacja ponieważ przedsiębiorstwo w dalszym ciągu należało do państwowej spółki JNR Settlement Corporation aż do 2002 kiedy zostało do końca sprywatyzowane.

## Linie kolejowe
JR East obsługuje głównie region Kantō i Tōhoku oraz w mniejszym stopniu prefektury Niigata, Nagano, Yamanashi i Shizuoka.

Obszar obsługiwany przez
JR East jest zaznaczony na kolor ciemnozielony

### Shinkansen

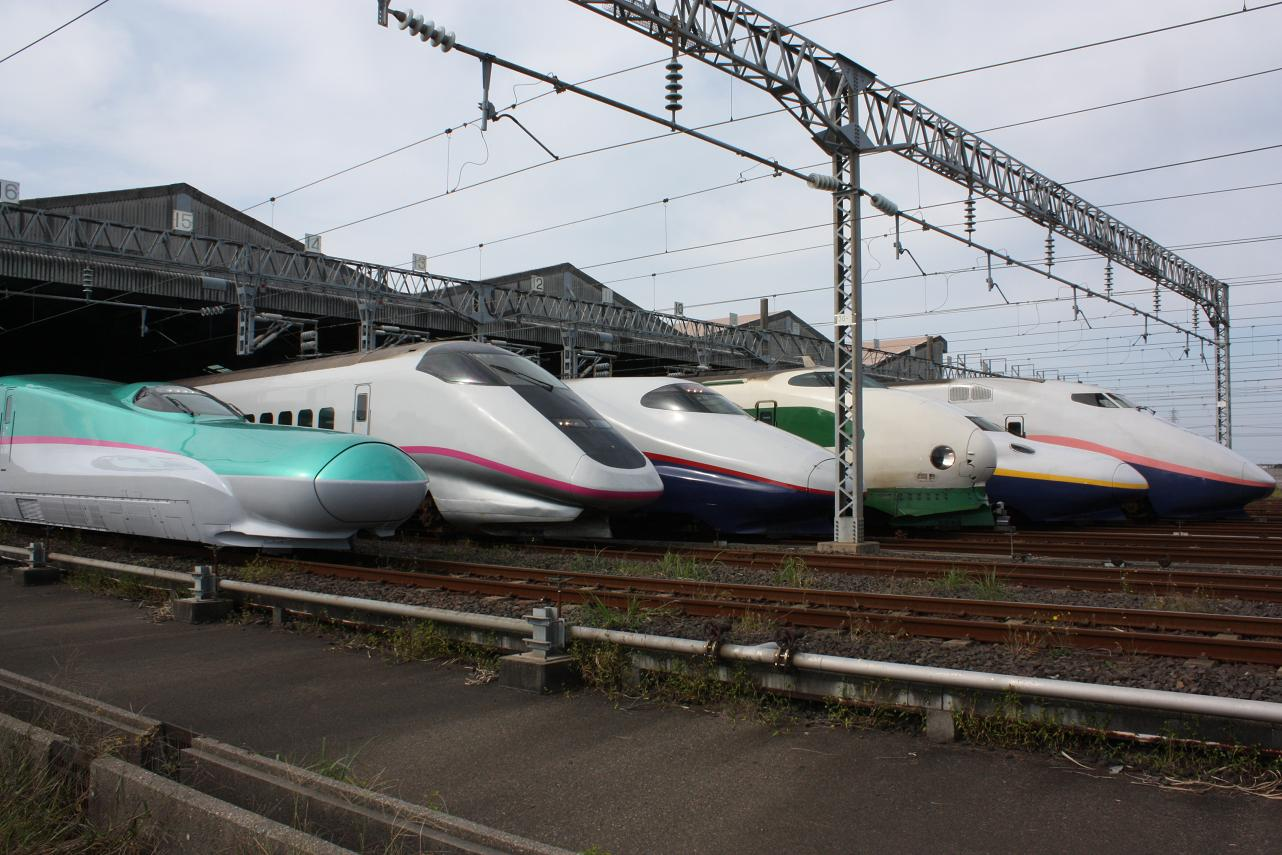
Shinkansen Serii 200~E5

JR East obsługuje wszystkie linie sieci Shinkansen na północ od Tokio.
- Akita Shinkansen, od 1997, Tokio – Akita[2]
- Hokuriku Shinkansen(inne języki), od 1997, Tokio – Nagano (od 2015 przedłużenie z Nagano do Kanazawa)[3][4]
- Jōetsu Shinkansen(inne języki), od 1982, Tokio – Niigata[5][6]
- Tōhoku Shinkansen, od 1982, Tokio – Shin-Aomori[7]
- Yamagata Shinkansen(inne języki), od 1992, Tokio – Yamagata (od 1999 przedłużenie z Yamagaty do Shinjō)[8]

Połączenie Tokio-Osaka Tōkaidō Shinkansen należy i jest obsługiwane przez spółkę JR Central, jednak pociągi zatrzymują się na kilku stacjach należących do JR East.

### Regionalne linie w regionie Kantō

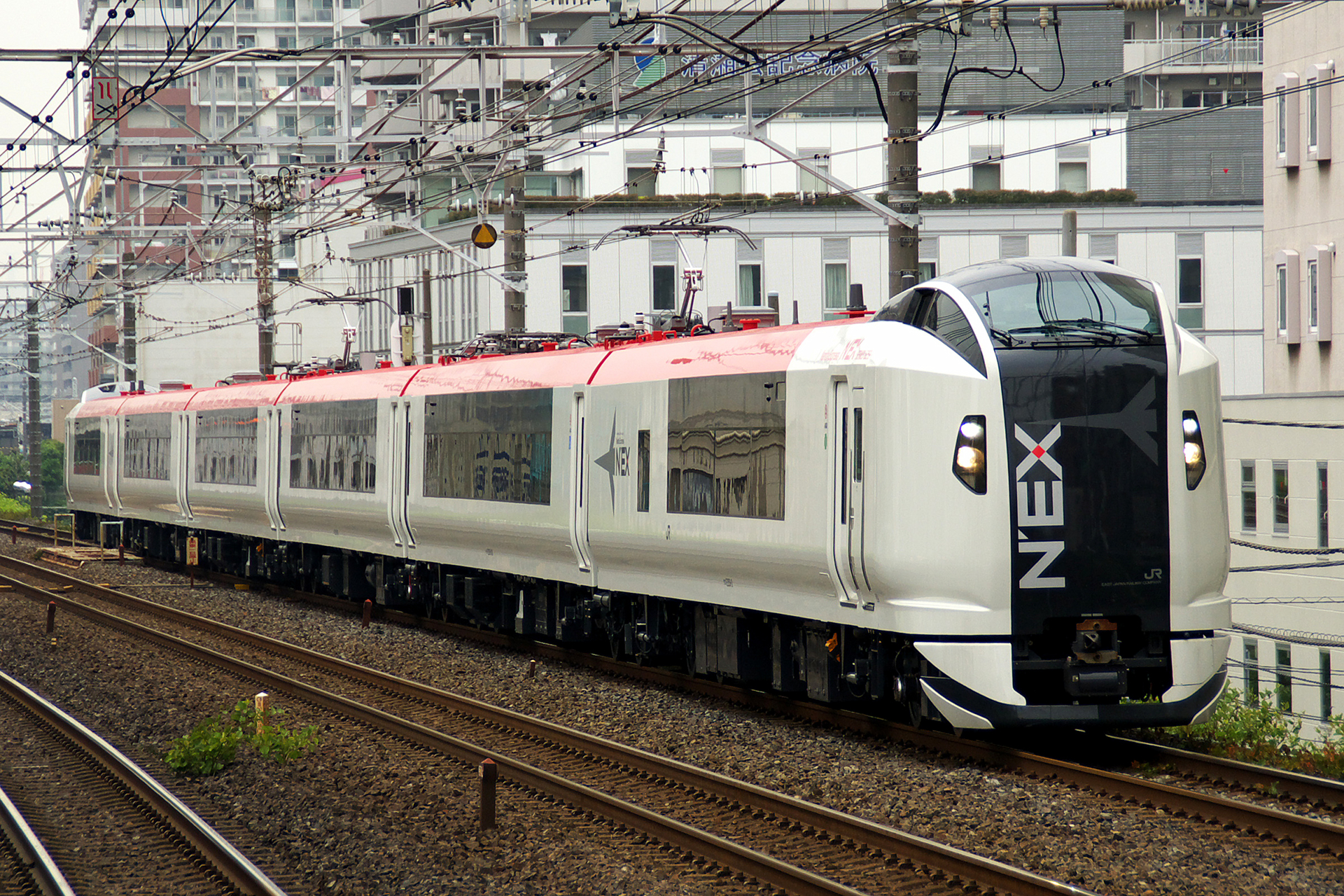
Narita Express (Serii E259)

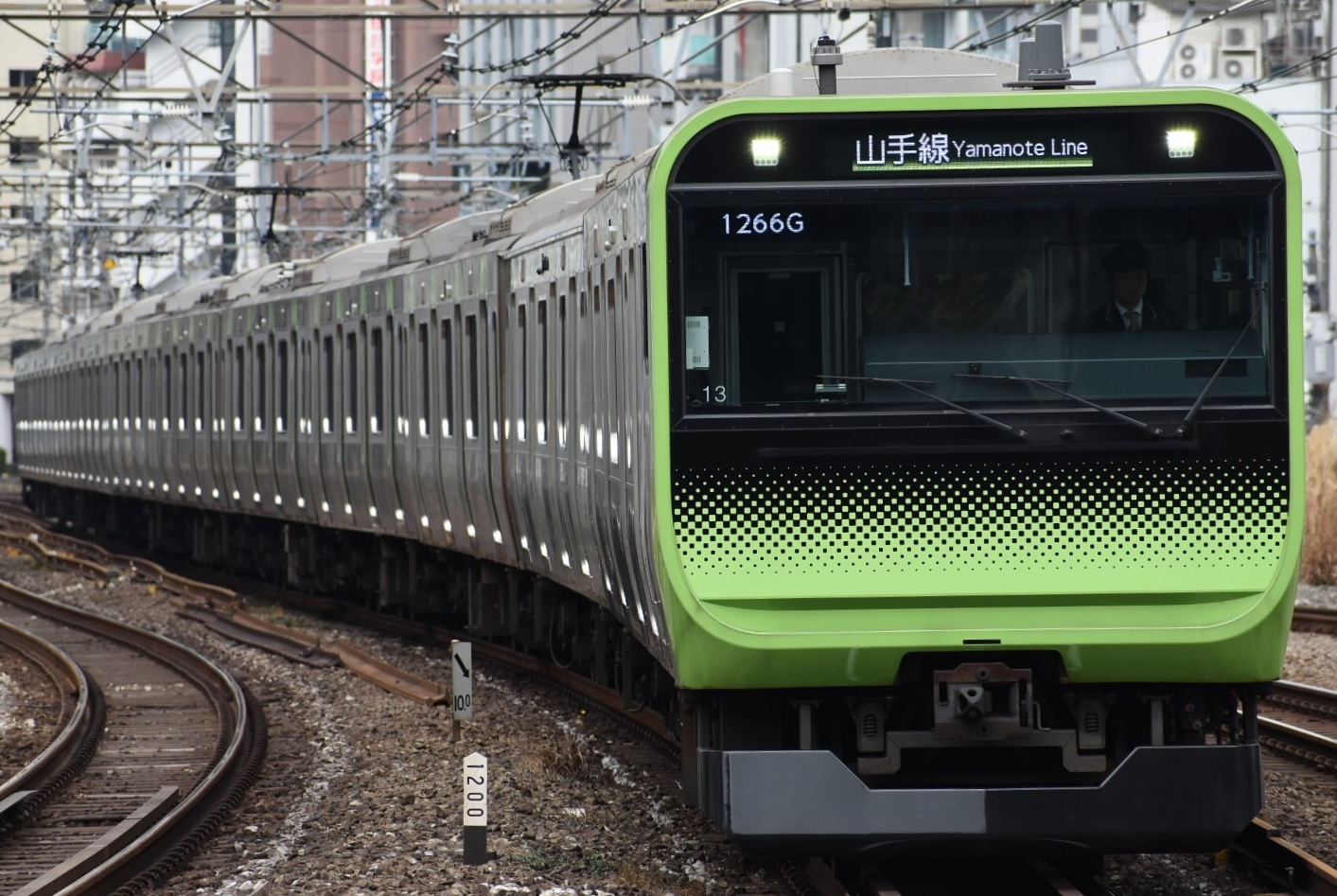
Linia JR Yamanote Tokio

#### Obszar Tokio
Te linie działają na obszarze Tokio:
- Linia Akabane (赤羽線) (Ikebukuro – Akabane)
- ■ Główna linia Chūō (中央本線) (Tokio – Shiojiri – Nagoya)
- ■ Linia Chūō Rapid (中央快速線) (Tokio – Takao – Ōtsuki)
- ■ Linia Chūō-Sōbu (中央・総武緩行線) (Mitaka – Shinjuku – Chiba)
- ■ Linia Hachikō (八高線) (Hachiōji – Takasaki)
- ■ Linia Itsukaichi (五日市線) (Haijima – Musashi Itsukaichi)
- ■ Linia Jōban (常磐線) (Ueno – Hitachi)
- ■ Linia Kawagoe (川越線) (Ōmiya – Kawagoe – Komagawa)
- ■ Linia Keihin-Tōhoku (京浜東北線) (Ōmiya – Tokio – Yokohama)
- ■ Linia Keiyō (京葉線) (Tokio – Soga)
- ■ Linia Mito (水戸線) (Oyama – Tomobe)
- ■ Linia Musashino (武蔵野線) (Tokio – Fuchū Hommachi) (pierścień zewnętrzny Tokio)
- ■ Linia Nambu (南武線) (Kawasaki – Tachikawa; Shitte – Hamakawasaki)
- ■ Linia Narita (成田線) (Sakura – Chōshi; Abiko – Narita; Narita – Narita Airport)
- ■ Linia Negishi (根岸線) (Yokohama – Ōfuna)
- ■ Linia Ōme (青梅線) (Tachikawa – Ōme – Okutama)
- ■ Linia Ryōmō (両毛線) (Oyama – Shin Maebashi)
- ■ Linia Sagami (相模線) (Hashimoto – Chigasaki)
- ■ Linia Saikyō (埼京線) (Ōsaki – Ōmiya)
- ■ Linia Shōnan-Shinjuku (湘南新宿ライン) (Ōmiya – Shinjuku – Ōfuna)
- ■ Główna linia Sōbu (総武本線) (Tokio – Chōshi)
- ■ Linia Sotobō (外房線) (Chiba – Mobara – Awa Kamogawa)
- ■ Linia Takasaki (高崎線) (Ōmiya – Takasaki)
- ■ Linia Tōgane (東金線) (Narutō – Ōami)
- ■ Główna linia Tōhoku(Linia Utsunomiya) (東北本線(宇都宮線)) (Ueno – Kuroiso)
- ■ Główna linia Tōkaidō (東海道本線) (Tokio – Yokohama – Atami)
- ■ Linia Tsurumi (鶴見線) (Tsurumi – Ōgimachi; Anzen – Ōkawa; Asano – Umishibaura)
- ■ Linia Uchibō (内房線) (Soga – Kisarazu – Awa Kamogawa)
- ■ Linia Yamanote (山手線) (wewnętrzny pierścień Tokio)
- ■ Linia Yokohama (横浜線) (Higashi Kanagawa – Hachiōji)
- ■ Linia Yokosuka (横須賀線) (Tokio – Kurihama)

#### Inne linie w Kantō
- Linia Karasuyama (烏山線) (Karasuyama – Hōshakuji)
- ■ Linia Kashima (鹿島線) (Katori – Kashima Soccer Stadium)
- ■ Linia Kururi (久留里線) (Kisarazu – Kazusa Kameyama)
- Linia Nikkō (日光線) (Utsunomiya – Nikkō)

### Linie regionu Tōkai i Kōshinetsu

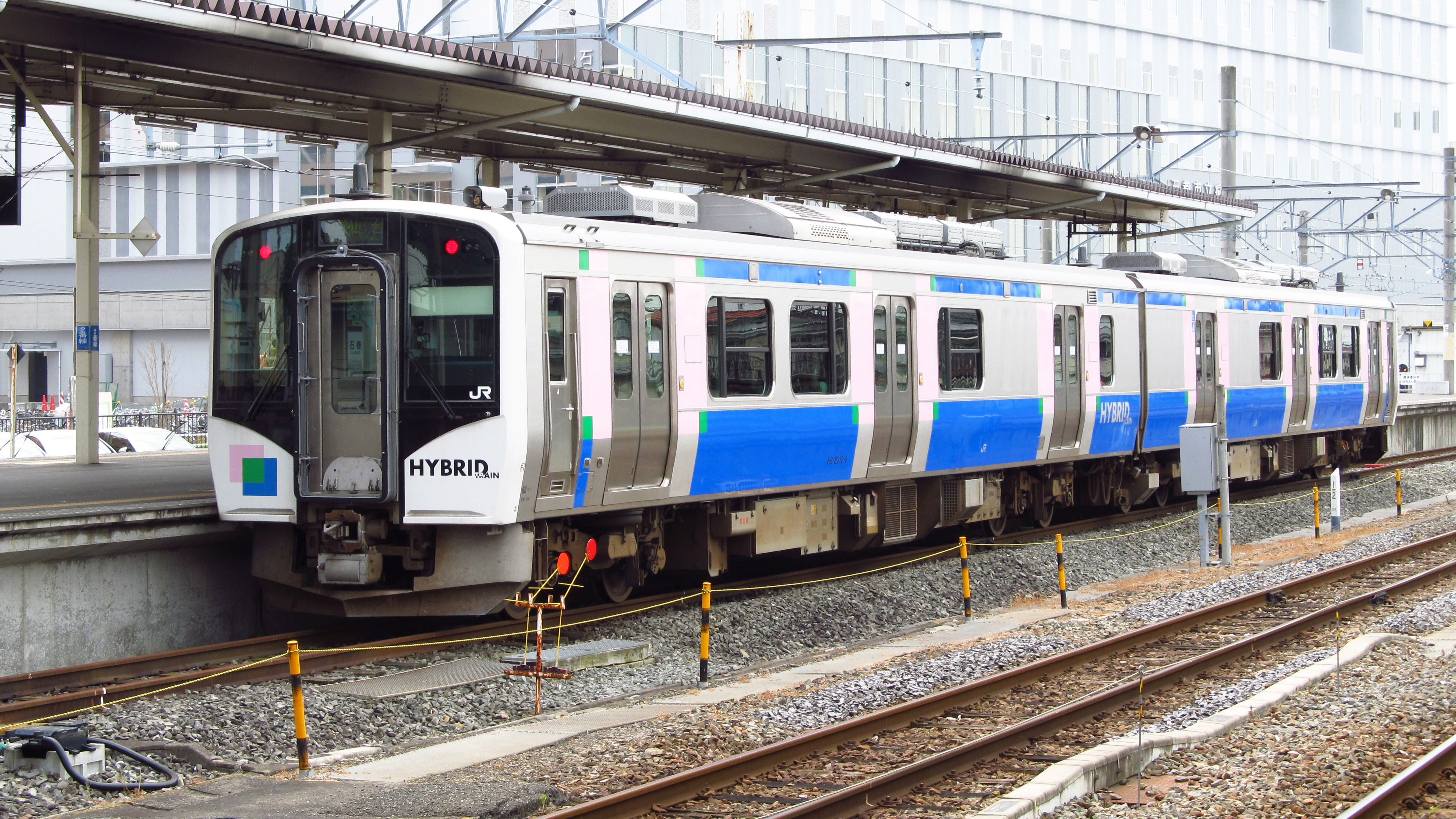
HB-E210 hybrid DMU,Linia Senseki

- ■ Linia Agatsuma (吾妻線) (Shibukawa – Ōmae)
- ■ Główna linia Chūō (中央本線) (Kōfu – Shiojiri)
- ■ Linia Echigo (越後線) (Niigata – Kashiwazaki)
- ■ Linia Hakushin (白新線) (Niigata – Shibata)
- ■ Linia Iiyama (飯山線) (Toyono – Echigo Kawaguchi)
- Linia Itō (伊東線) (Atami – Itō)
- ■ Linia Jōetsu (上越線) (Takasaki – Miyauchi; Echigo Yuzawa – Gala Yuzawa)
- Linia Koumi (小海線) (Kobuchisawa – Komoro)
- ■ Linia Ōito (大糸線) (Matsumoto – Minamiotari)
- ■ Główna linia Shin'etsu (信越本線) (Takasaki – Yokokawa; Shinonoi – Nagano – Niigata)
- ■ Linia Shinonoi (篠ノ井線) (Shinonoi – Shiojiri)
- ■ Linia Yahiko (弥彦線) (Higashi Sanjō – Yahiko)

### Linie regionu Tōhoku
- Linia Aterazawa (左沢線) (Kita Yamagata – Aterazawa)
- ■ Linia Wschodnia Ban'etsu (磐越東線) (Iwaki – Kōriyama)
- ■ Linia Wschodnia Rikuu (陸羽東線) (Kogota – Shinjō)
- Linia Gonō (五能線) (Higashi Noshiro – Kawabe)
- Linia Hachinohe (八戸線) (Hachinohe – Kuji)
- ■ Linia Hanawa (花輪線) (Ōdate – Kōma)
- ■ Linia Ishinomaki (石巻線) (Kogota – Onagawa)
- ■ Linia Iwaizumi (岩泉線) (Moichi – Iwaizumi)
- ■ Linia Jōban (常磐線) (Hitachi – Iwanuma)
- ■ Linia Kamaishi (釜石線) (Hanamaki – Kamaishi)
- ■ Linia Kesennuma (気仙沼線) (Maeyachi – Kesennuma)
- ■ Linia Kitakami (北上線) (Kitakami – Yokote)
- ■ Linia Ōfunato (大船渡線) (Ichinoseki – Sakari)
- Linia Oga (男鹿線) (Oiwake – Oga)
- Linia Ōminato (大湊線) (Noheji – Ōminato)
- Linia Linia Ōu (奥羽本線) (Fukushima – Yamagata – Akita – Aomori)
- ■ Linia Senseki (仙石線) (Aobadōri – Ishinomaki)
- ■ Linia Senzan (仙山線) (Sendai – Uzen Chitose)
- ■ Linia Suigun (水郡線) (Mito – Asaka Nagamori; Kamisugaya – Hitachi Ōta)
- ■ Linia Tadami (只見線) (Aizu Wakamatsu – Koide)
- ■ Linia Tazawako (田沢湖線) (Morioka – Ōmagari)
- ■ Główna linia Tōhoku (東北本線) (Kuroiso – Morioka; Hachinohe – Aomori; Iwakiri – Rifu)
- Linia Tsugaru (津軽線) (Aomori – Mimmaya) (część iinii Tsugaru-Kaikyō)
- Linia Tsugaru-Kaikyō (津軽海峡線) (Aomori – Nakaoguni)
- ■ Główna linia Uetsu (羽越本線) (Niitsu – Akita)
- ■ Linia Zachodnia Ban'etsu (磐越西線) (Kōriyama – Niitsu)
- ■ Linia Zachodnia Rikuu (陸羽西線) (Shinjō- Amarume)
- ■ Linia Yamada (山田線) (Morioka – Kamaishi)
- ■ Linia Yonesaka (米坂線) (Yonezawa – Sakamachi)